# 베르나르 7세 다르마냐크 백작

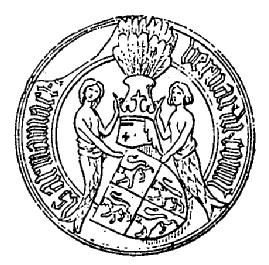
베르나르 7세의 직인

베르나르 7세 다르마냐크 (Bernard VII d'Armagnac, 1360년 – 1418년 6월 12일)는 아르마냐크 백작이자 코네타블 드 프랑스이다. 그는 장 2세 다르마냐크와 잔 드 페리고르(Jeanne de Périgord) 사이에서 태어났다. 그는 1391년에 그의 형제인 장 3세가 사망하자, 백작 직위를 계승하였다. 1412년에 오랜 싸움 끝에 코망주 백작이 되었다.
1389년 말에 그의 형제가 마요르카 왕국을 요구하며, 카탈루냐 북부를 침공했을 때, 왕국의 대륙 영토(루시용 백국) 포위를 하면서, 베르나르는 그의 군대 일부를 보내주었다.
베르나르의 아내는 베리 공작 장과 사보이아 백작 아메데오 8세의 미망인 사이에 태어난 본느 드 베리다. 그는 오를레앙 공작 루이 1세 드 발루아가 밀라노 공작 잔 갈레아초 비스콘티의 딸 발렌티나 비스콘티와 혼인하면서 프랑스 왕실에 처음으로 영향력을 가졌다. 베르나르의 자매인 베아트리스(Beatrice)는 발렌티나의 동생 카를로와 혼인하였다.
1407년에 루이 1세가 암살된 후, 아르마냐크는 오를레앙에 중요성을 두고, 그는 1410년에 오를레앙 공작 샤를에게 그의 딸 본느를 시집보내었다. 베르나르 다르마냐크는 부르고뉴 공국의 용맹공 장의 사실상의 반대 세력의 지도자가 되었으며, 그의 세력은 그 결과로 아르마냐크파(Armagnacs)로 불리게 되었다B. (아르마냐크파 보기)
그는 1415년에 코네타블 드 프랑스(프랑스군 총사령관)이 되었고 1418년까지 도팽 세력의 수장이였다. 그는 1418년 6월 12일 부르고뉴군들을 파리로 이송하던 도중 반란으로 사망하였다.

## 자녀
- 장 4세 : 블랑슈 드 부르타뉴와 초혼, 이사벨라 데 나바라와 재혼
- 안느 다르마냐크 : 샤를 2세 달브레와 혼인
- 본느 다르마냐크 : 오를레앙 공작 샤를와 혼인
- 베르나르 다르마냐크 : 라 마르슈 백국의 후계자인 엘레아노르(Eleanor)와 혼인.